# Pascal Poirier
Pour les articles homonymes, voir Poirier (homonymie).

Pascal Poirier (1852-1933) est un écrivain, un avocat et un sénateur acadien du Canada.

## Biographie

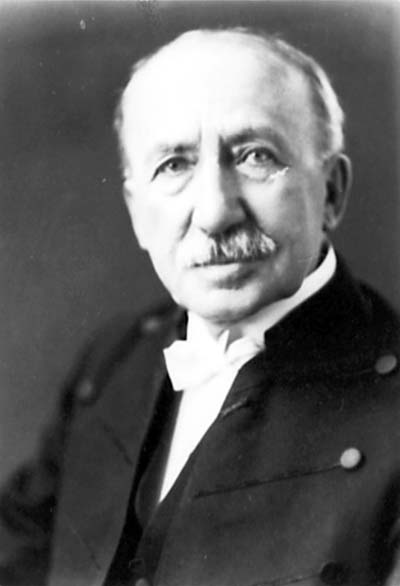
Le sénateur Pascal Poirier.

Pascal Poirier naît le 15 février 1852 à Shédiac, au Nouveau-Brunswick, dans une famille de douze enfants dont il est le dernier.
Il fait ses études au Collège Saint-Joseph où il se lie d'amitié avec son fondateur, le père Camille Lefebvre.
C'est à la suite des recommandations de ce dernier que John A. Macdonald, premier ministre du Canada, qui souhaitait nommer un Acadien à un poste de la fonction publique fédérale, choisit le jeune Poirier qui n'a même pas encore fini ses études mais devient pourtant "maître de poste" à la Chambre des Communes.
Tout en étant fonctionnaire, il se lance dans des travaux de recherche historique et linguistique, écrit dans des journaux et publie même des ouvrages. Parallèlement, il reprend des études, cette fois de Droit, et devient membre des barreaux du Québec et du Nouveau-Brunswick.
Pascal Poirier devient le premier Acadien à devenir sénateur le 9 mars 1885. Il le demeurera jusqu'à sa mort en 1933, soit un total de 48 ans 6 mois et 18 jours, ce qui en fait le sénateur à la plus grande longévité. En effet la Constitution du Canada exige que les nouveaux sénateurs aient au moins 30 ans, et (depuis 1965) se retirent du Sénat à l'âge de 75 ans. C'est alors impossible pour un autre sénateur de dépasser le record de Poirier à moins que la Constitution soit amendée pour le permettre.
Il devient membre de la Société royale du Canada en 1899. Il est fait Chevalier de la Légion d'honneur en 1902.
Il meurt le 25 septembre 1933.

## Engagement acadien
Outre ses ouvrages traitant de l'Acadie, Pascal Poirier s'investit dans la cause acadienne en participant à la plupart des manifestations de l'époque. Il fait partie des dirigeants de la délégation acadienne présente aux fêtes de la Saint-Jean-Baptiste à Québec en 1880, ce qui sera le point de départ de la création des Conventions nationales acadiennes dont il sera membre des conseils exécutifs des deux premières (1881 et 1884) et secrétaire de la troisième (1890). Il pèse de tout son poids dans les débats précédant l'adoption de la date de la Fête nationale de l'Acadie, le 15 août. Il entreprend des voyages, notamment au Québec, afin de décrire la situation des Acadiens dans les Provinces de l'Atlantique. Il devient Président puis Secrétaire-général de la Société nationale l'Assomption et se bat pour obtenir la nomination d'un évêque acadien, qu'il obtiendra en 1912.

## Publications
- L'Origine des Acadiens (1874)
- Les Acadiens de Philadelphie (1875)
- Le Père Lefebvre et l'Acadie (1898)
- Le Parler franco-acadien et ses origines (1928)
- Le Glossaire acadien[3]

## Divers
La maison de Pascal Poirier à Shédiac, la plus ancienne de la ville, abrite un musée et une galerie d'art. Pascal Poirier est mentionné dans le recueil de poésie La terre tressée, de Claude Le Bouthillier.